# Jacques Rouxel de Médavy

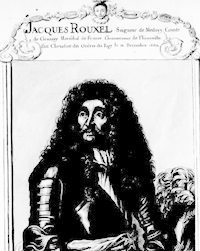
Jacques Rouxel

Jacques Rouxel (* 7. Juli 1603; † 20. November 1680 in Paris), Comte de Grancey et de Médavy, war ein französischer Militär. 1651 wurde er zum Marschall von Frankreich befördert und seitdem „Maréchal de Grancey“ genannt.

## Leben
Jacques Rouxel war der Sohn von Pierre I. de Rouxel (1562–1617), Baron der Médavy, Staatsrat, Lieutenant en Normandie, Mestre de camp, Gouverneur von Argentan, und Charlotte de Hautemer, Comtesse de Grancey, Tochter von Guillaume de Hautemer, genannt „le Maréchal de Fervaques“, Sein Bruder war der Erzbischof von Rouen François Rouxel (1604–1691).
Als jüngerer Sohn war er für eine Laufbahn in der Kirche vorgesehen, erhielt auch am 21. September 1612 die Tonsur, wandte sich dann aber dem Militärdienst zu. Er dient König Ludwig XIII. in allen Kriegen, sowohl im Languedoc, als auch im Piemont, in Flandern und in Lothringen.
Seine ersten militärischen Erfahrungen machte er im Kampf gegen die Hugenotten. 1620 war er bei der Belagerung von Caen und der  Schlacht bei Les Ponts-de-Cé, 1621 bei den Belagerungen von Saint-Jean d’Angély (Mai/Juni), Clairac (Juli/August), Montauban (November) und Monheurt, und 1622 bei den Belagerungen von Royan (Mai), Saint-Antonin (Juni) und Montpellier (August bis Oktober). 1627/28 nahm er an der Belagerung von La Rochelle teil.
Im Mai 1629 nahm er an der Belagerung von Privas teil, Juni an der Belagerung von Alès. Später im Jahr kämpfte er während des Mantuanischen Erbfolgekriegs im Piemont, nahm an den Gefechten am Pas de Suse teil und kam im Jahr darauf dem belagerten Casale mit seinem neu geschaffenen eigenen Regiment zu Hilfe.
1632 fand man ihn bei der Belagerung von Trier, 1635 bei der Schlacht bei Les Avins (20. Mai), 1636 im Gefecht von Yvoi (31. Mai/1. Juni) und bei der Belagerung von Zabern, wo er verwundet wurde. Ebenfalls 1636 wurde er zum Maréchal de camp und Gouverneur vom Mömpelgard und des Bistums Basel ernannt.
Er zwang 1637 Franz von Mercy, die Belagerung von Héricourt aufzugeben, schlug die Garnison von Saint-Ursanne und wurde bei der Aufhebung der Belagerung von Saint-Hippolyte verwundet.
1639 nahm er an der Schlacht bei Diedenhofen teil, 1640 an der Belagerung von Arras. Anschließend kommandierte er ein Armeekorps in Lothringen, eroberte u. a. Bar-le-Duc, Neufchâtel, Mirecourt und Chasté, und schlug 1642 Claude de Bauffremont, Baron de Scey und Oberkommandierenden der Truppen der Freigrafschaft Burgund in einem Gefecht bei Ray, wobei er erneut verwundet wurde.
1643 nahm er an der Belagerung von Diedenhofen (Juni bis August) teil, 1644 an der Belagerung von Gravelines (Mai bis Juli), dessen Gouverneur er nach der Eroberung der Stadt wurde. Im gleichen Jahr wurde er zum Lieutenant-général des Armées ernannt.
Den Marschallstab erhielt er 1651 nach einer ungewöhnlichen Geschichte. 1650, auf dem Höhepunkt der Fronde, kündigte Kardinal Mazarin die Ernennung von Marschällen an und ließ vorab eine Liste mit Namen von vier Lieutenants-général kursieren, Grancey stand nicht auf der Liste. Er verließ Paris mit viel Lärm, um sich in sein Gouvernement zurückzuziehen, mit der Bemerkung, die Spanier seien froh, wenn sie Gravelines zurückbekämen, eine Aussage, die er sich in den Wirren der Fronde straflos erlauben konnte. Mazarin reagierte sofort und sandte ihm den Marschallstab zu. Im Jahr darauf unternahmen die Spanier unter Erzherzog Leopold Wilhelm von Österreich, dem Statthalterschaft der Spanischen Niederlande, einige Anstrengungen wegen Gravelines, Grancey verteidigte die Stadt, musste sie dann aber – unter ehrenhaften Bedingungen – räumen.
Er kehrte ins Piemont zurück, wo er die Spanier 1653 in der Schlacht von La Roquette besiegte, dann aber den Angriff auf die Evangelische Waldenserkirche unterließ, als der Prediger Jean Léger beim Kapitän Laurent de L’Aube de Corcelles intervenierte, woraufhin der piemontesische Staatsmann Charles-Emmanuel-Phillibert-Hyacinthe de Simiane, Marquis de Pianezza, (1608–1677) die Pâques vaudoises (Piemontesische Ostern) genannte Unterdrückungsaktion selbst ausführte.
König Ludwig XIV. macht ihn am 31. Dezember 1661 zum Ritter im Orden vom Heiligen Geist und ernannte ihn am Tag danach zum Gouverneur von Thionville. Jacques Rouxel starb am 20. November 1680 in Paris und wurde in einem der Pariser Kapuzinkonvente bestattet.

## Ehe und Nachkommen
Am 12. Februar 1624 heiratete er in erster Ehe Catherine de Monchy d’Hocquincourt (* um 1603, † 1638), Tochter von Georges de Monchy, Seigneur d’Hocquincourt, Grand prévôt de France, und Claude de Monchy, Dame d’Inquessen, Schwester des Marschalls Charles de Monchy d’Hocquincourt. Das Paar bekam neun Kinder:
- Pierre II. Rouxel, Comte de Grancey, Oberst des Régiment de Grancey von 1653 bis 1659; ⚭ (1) Henriette de La Palu – die Eltern des Marschalls Jacques Léonor Rouxel; ⚭ (2) Marie de Besançon († 1672); ⚭ (3) 1672 Angélique Éléonore de La Vallée-Cornée († 26. Januar 1703)
- Georges Rouxel (* 4. April 1627), Malteserordensritter, gestorben im Kampf gegen die Osmanen als Kommandant der Galeeren des Ordens
- François Rouxel († 4 Monate alt) und Jacques Rouxel († 6 Jahre alt), Zwillinge
- François-Bénédict de Rouxel († 9. September 1679), Marquis de Grancey, Oberst des Régiment de Grancey von 1659 bis 1675 und Lieutenant-général des armées navales; ⚭ 25. Januar 1673 Jeanne Aymée de Rabodanges, sie heiratete in zweiter Ehe Nicolas Auguste de La Baume, Marquis de-Montrevel, Marschall von Frankreich
- François († jung), dit le Chevalier de Grancey
- Marie-Louise Rouxel (* 1625, † 1674) Äbtissin von Almenêches als Nachfolgerin ihrer Tante Louise Rouxel
- Marie-Françoise Rouxel (* 1632), Äbtissin von Vignats als Nachfolgerin ihrer Tante Anne Rouxel, später Äbtissin von La Saussaye
- Marie-Bernarde Rouxel (* 1632, † 1704), Äbtissin von Saint-Nicolas de Verneuil als Nachfolgerin ihrer Tante Guyonne Rouxel

In zweiter Ehe heiratete er 1648 Charlotte de Mornay (* um 1620, † 7. Mai 1694), von der er zwölf Kinder bekam:
- Claude Rouxel und Michel Rouxel († jung)
- Hardouin Rouxel († 7. September 1706 in Pinerolo), dit l’Abbé de Grancey, promoviert an der Sorbonne und am Collegium Sapientieae in Rom, Abt von Le Relec, Bois-Gency, Preuilly und Saint-Benôit-sur-Loire, Premier Aumônier von Philippe I. de Bourbon, duc d’Orléans und Philippe II. de Bourbon, duc d’Orléans
- Jacques Rouxel (* wohl 1659, † 29. Dezember 1667, 8 Jahre alt), Malteserordensritter
- Antoine Rouxel († jung in Thionville)
- Marie-Anne-Charlotte Rouxel († klein)
- Marie-Louise Rouxel (* 1648, † 9. Mai 1728); ⚭ 11. November 1665 Joseph Rouxel, Comte de Marey et de Clermont, Sohn von Guillaume Rouxel, Comte de Marey, und Marie d’Achey, nach dem Tod ihrer Mutter Gouvernante von Élisabeth Charlotte d’Orléans, dann von Louis I. de Bourbon, duc d’Orléans und dessen Schwestern
- Marie-Madeleine Rouxel (* 1649, † 6. Januar 1727), Äbtissin von Almenêches als Nachfolgerin ihrer Schwester
- Marie-Anne Rouxel, Äbtissin von Le Parc-aux-Dames
- Louise-Elisabeth Rouxel (* wohl 1653, † 26. November 1711, 58 Jahre alt), dite Madame de Grancey
- Marie-Charlotte Rouxel († 1717 in der Abtei Saint-Antoine in Paris), Priorin in der Zisterzienserinnenabtei Gomerfontaine, in der ihre Tante Äbtissin war
- Marguerite Charlotte Rouxel († 1723), Äbtissin von Le Parc-aux-Dames als Nachfolgerin ihrer Schwester
- Marie Françoise Rouxel († 1692), Priorin von La Saussaye bei Paris, dann Äbtissin von Saint-Mandé